# بارون آواک
بارون آواک (بارناوا) (به ارمنی: Պարոն Աւագ) یکی از محله‌های مرکزی شهر تبریز است که بین محله‌های اهراب، لیل‌آباد و میارمیار و در محدودهٔ منطقهٔ ۴ واقع شده‌است. این محله پس از دورهٔ ناصرالدین‌شاه به سکونتگاه اصلی مردم ارمنی تبریز تبدیل شده و جایگزین محلهٔ ارمنستان داخلی گردیده‌است.

## درباره

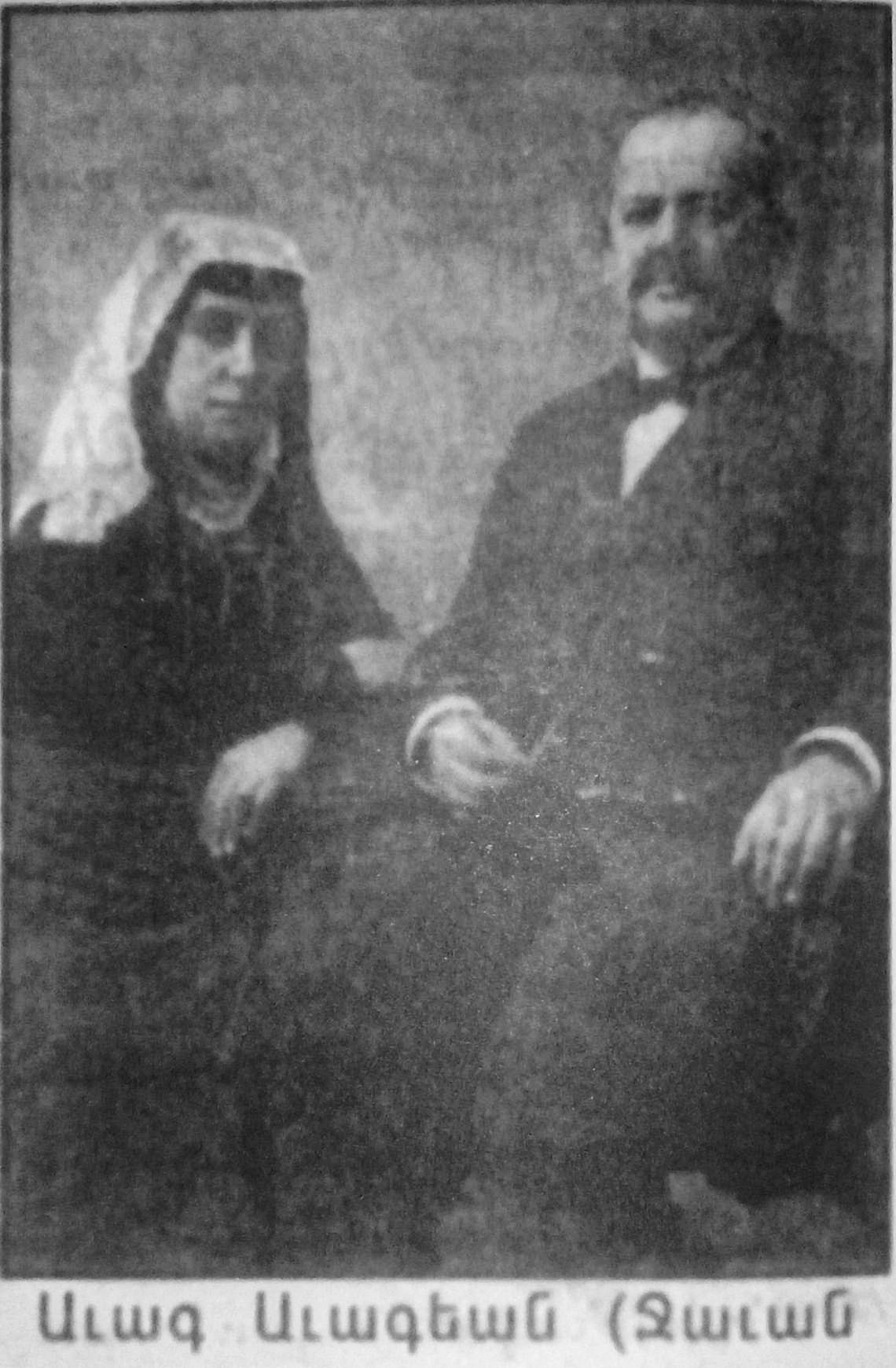
آواک آواکیان معروف به جوان آواکیان؛ محله ارمنی‌نشین بارون آواک به نام اوست.

بانی این محله، ریش‌سفید ارمنی این شهر، «بارون آواک» بوده که در دورهٔ ناصرالدین‌شاه، یکی از برج و باروهای هشت‌گانهٔ تبریز را که پس از زمین‌لرزهٔ سال ۱۷۸۰ میلادی ساخته شده بود، تخریب نموده و در محل آن، ارمنی‌های طبقهٔ متوسط و فقیر این شهر و مهاجران ارمنی که از سایر شهرها و روستاهای آذربایجان به تبریز آمده بودند را سکونت داد.
در گذشته، ارامنهٔ تبریز در محلهٔ ارمنستان داخلی (در شمال بارون آواک و در داخل باروی قدیمی شهر) سکونت داشتند و بارون آواک در جنوب این محله و در خارج از محدودهٔ قدیمی شهر ایجاد گردید.
کلیسای سرکیس مقدس، مدرسهٔ «تامارا تومانیانس» که مختص دانش‌آموزان ارمنی بود (تأسیس: ۱۸۹۶) و «دبیرستان اسدی» که توسط یکی از ثروت‌مندترین ارمنی‌های ساکن تبریز به نام «ساهاکیان» بنا شد، از جملهٔ مراکزی بودند که پس از احداث محلهٔ بارون‌آواک در این منطقه ساخته شدند.
کوچه‌های پطروس‌خان، غزل، کلیسا و یخچال، از قدیمی‌ترین معابر و گذرگاه‌های محلهٔ بارون‌آواک به شمار می‌روند. یادمان مجاهدان ارمنی در محوطهٔ کلیسای سرکیس مقدس قرار گرفته است. این کلیسا پس از ایجاد در سال ۱۸۲۱ میلادی، به‌علت فرسودگی بنا در سال ۱۸۴۵ میلادی نیز بازسازی شده‌است.
به سال ۱۳۹۰ خورشیدی و به دنبال دستور و پیگیری‌های پیاپی علیرضا نوین شهردار وقت شهر تبریز برای پهن‌تر شدن کوچه بارون‌آواک، گذر دیرینهٔ بارناوا (بارون‌آواک) زیر و رو شد و بسیاری از ابنیه‌های تاریخی و قدیمی این گذر تاریخی شهر ویران گردید. امروزه در میان آن همه بنای تخریب شده در حاشیهٔ گذر بارون‌آواک، تنها یک بنای سنگک‌پزی در گوشه‌ای از آن گذر تاریخی بجای مانده است. با این همه بیم آن می‌رود در سالیان آتی ساختمان قدیمی آن سنگک‌پزی که قدمت بیش از یک قرنی دارد نیز در راستای تعریض خیابان بارون آواک تخریب گردد.

## کلیساها
محلهٔ بارون آواک، ۳ کلیسا شامل کلیسای سرکیس مقدس (در کوچهٔ کلیسا)، کلیسای مسیحی آدونتیست (در ضلع غربی خیابان شریعتی جنوبی) و کلیسای انجیلی (در ضلع جنوبی خیابان والمان) را در خود جای داده است.

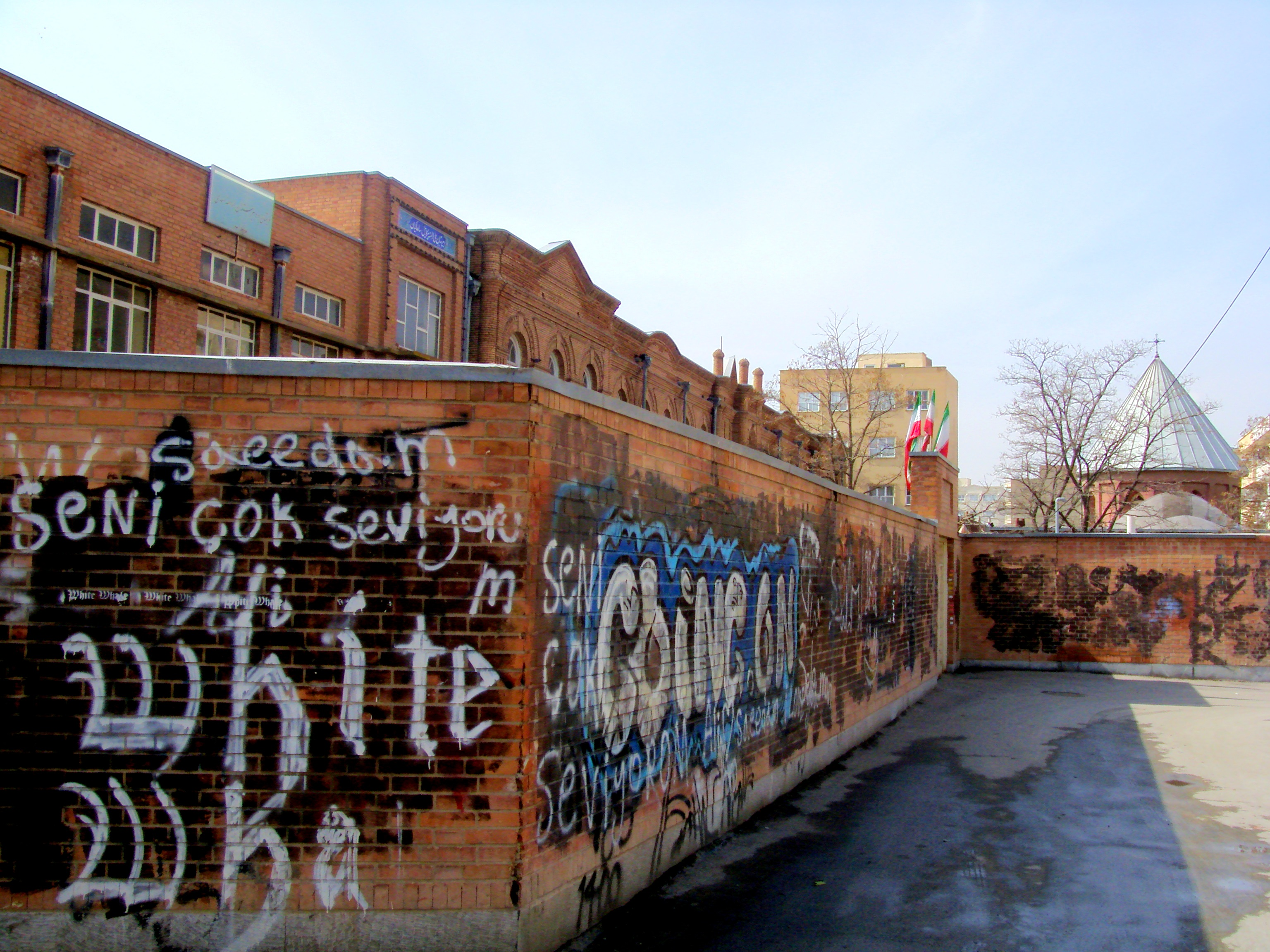
کلیسای سرکیس مقدس
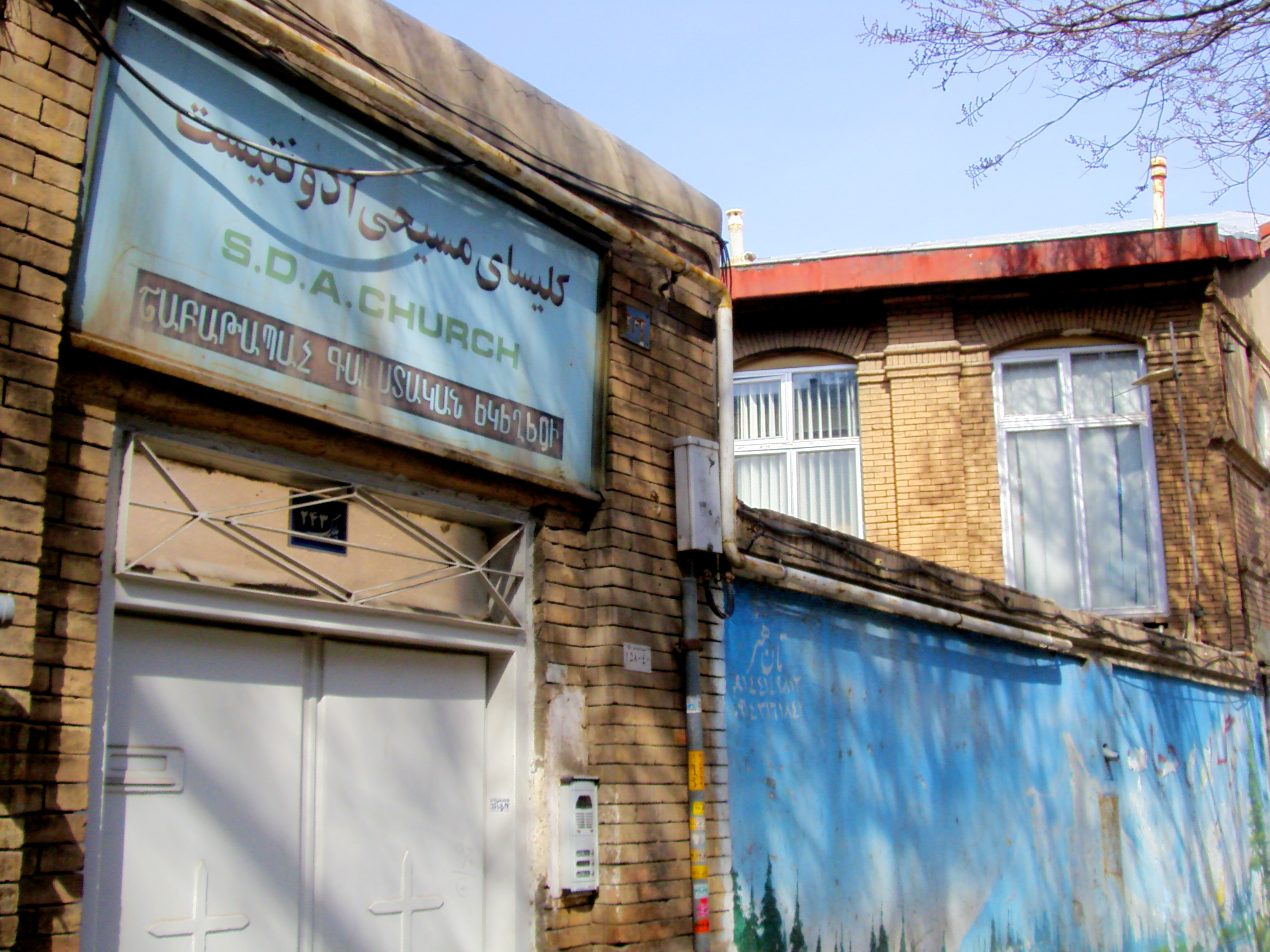
کلیسای مسیحی آدونتیست
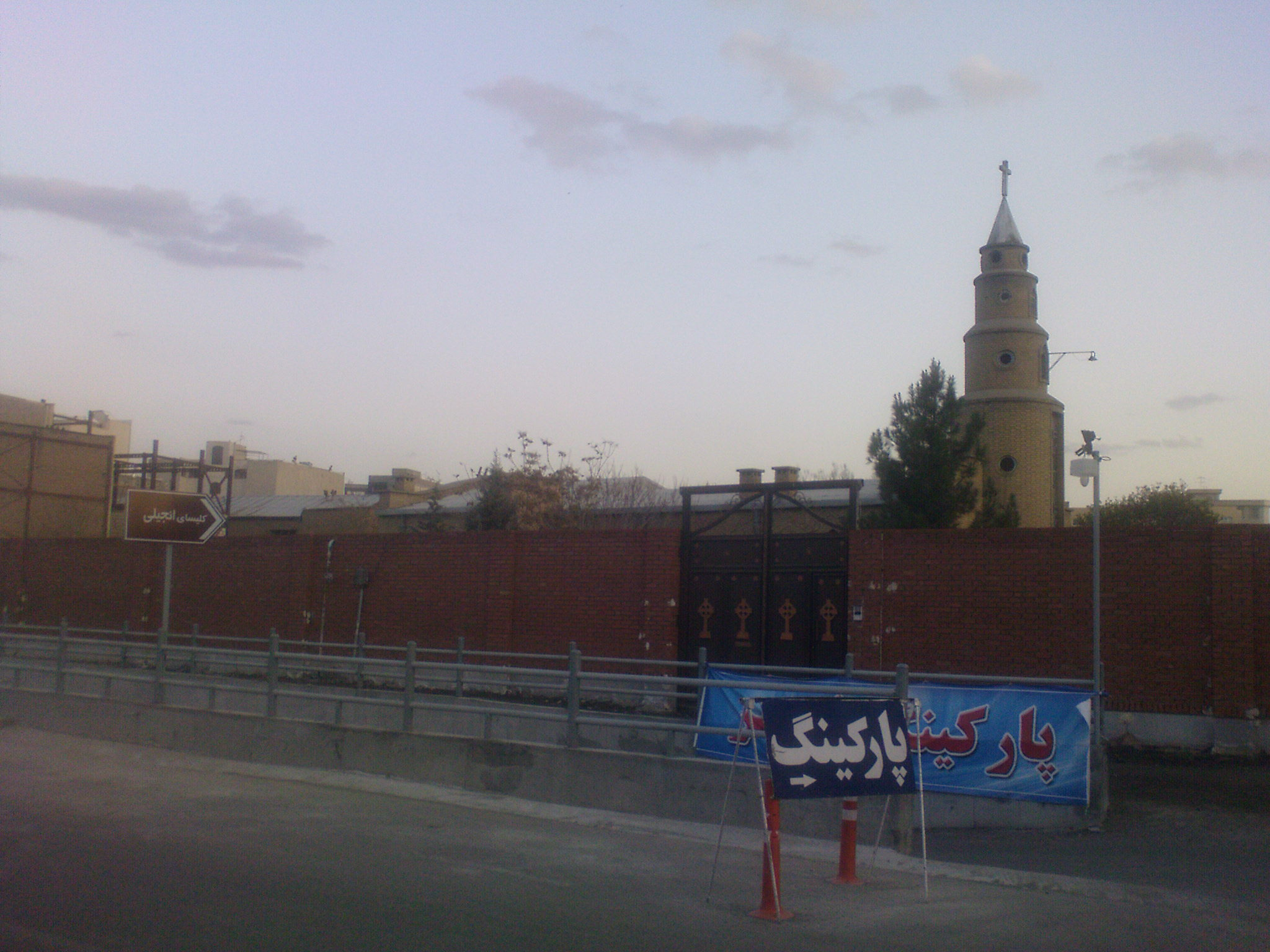
کلیسای انجیلی

## مراکز اداری
خلیفه‌گری ارامنهٔ آذربایجان که در نزدیکی تقاطع خیابان‌های بارون آواک، شهناز (شریعتی) و والمان در مرکز شهر تبریز و در یکی از باغ‌های تاریخی محلهٔ بارون آواک قرار گرفته، مسئول ادارهٔ امور ارامنهٔ منطقهٔ آذربایجان است. ساختمان خلیفه‌گری در تاریخ ۱ آذر ۱۳۷۸ با شمارهٔ ثبت ۲۵۲۳ به‌عنوان یکی از آثار ملی ایران به ثبت رسیده است.

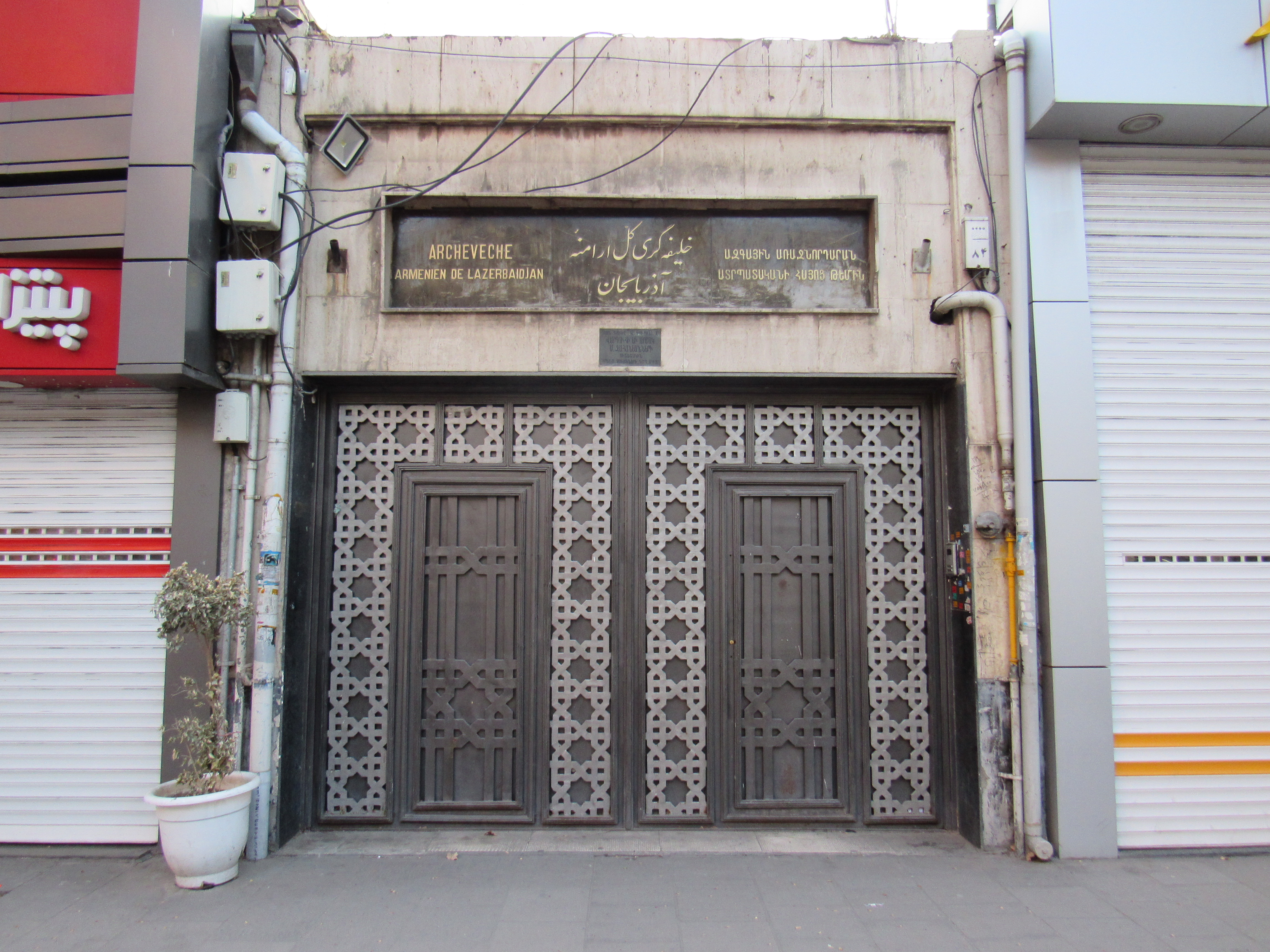
خلیفه‌گری ارامنه آذربایجان

## خانه‌های تاریخی
خانه گاسپاریان مربوط به دوره پهلوی اول است و در محله بارون آواک، خیابان شریعتی جنوبی، کوچه مستشار دوم، پلاک ۱۴۲ واقع شده و این اثر در تاریخ ۲ آبان ۱۳۸۲ با شمارهٔ ثبت ۱۰۴۸۰ به‌عنوان یکی از آثار ملی ایران به ثبت رسیده است.

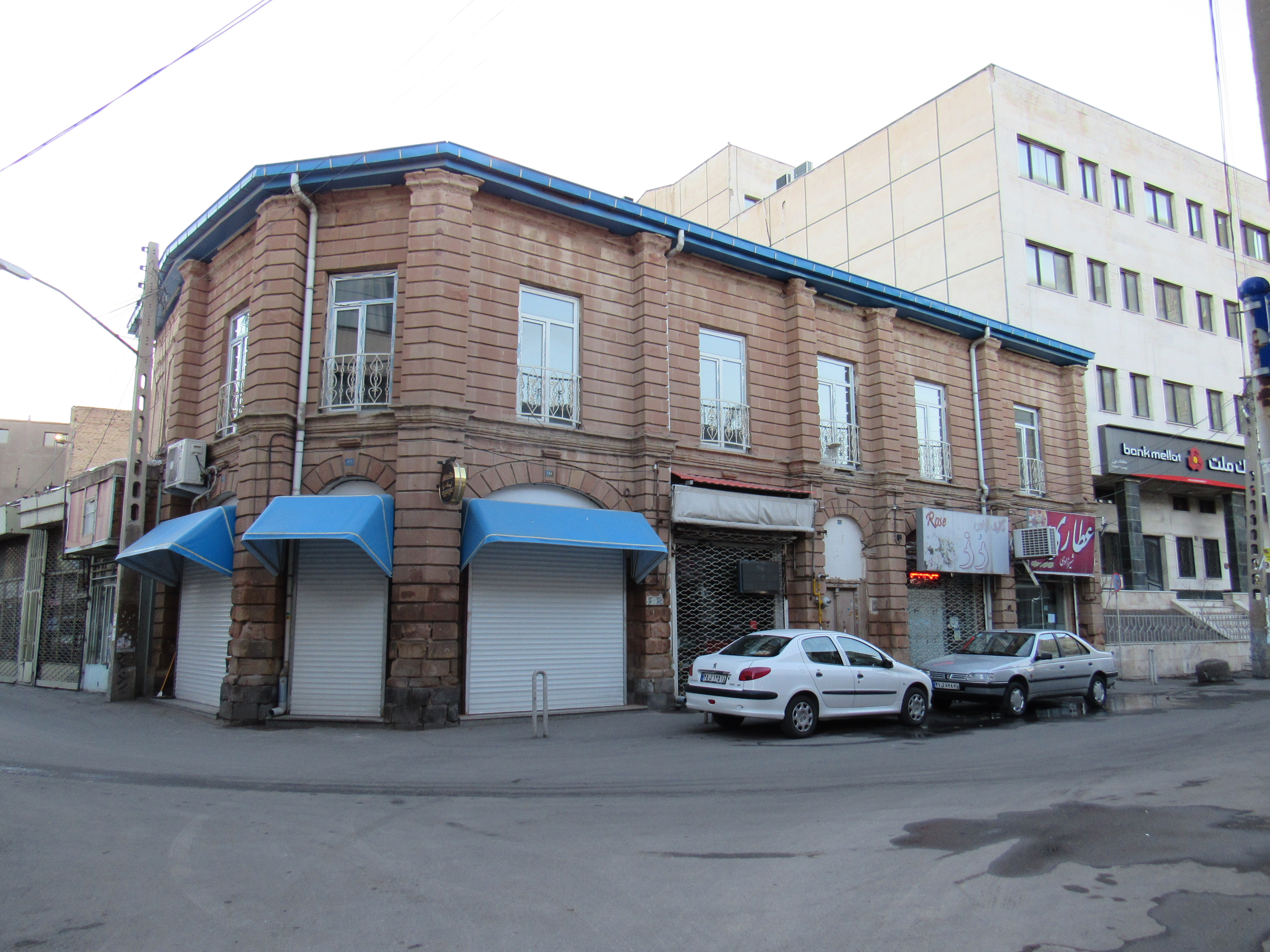
خانه گاسپاریان

## مراکز آموزشی
مراکز آموزشی فعال ارامنه در محلهٔ بارون آواک شامل موارد زیر است:
1. «دبیرستان ملی ارامنه میکائیل ساهاکیان» (در محل مدرسهٔ تومانیان)
2. «دبستان و دبیرستان ارامنه اسدی» (در محل مدرسهٔ تومانیان)
3. کودکستان ارامنه تبریز (در محل خلیفه‌گری ارامنهٔ آذربایجان)

مراکز آموزشی تعطیل شدهٔ ارامنه در محلهٔ بارون آواک شامل موارد زیر است:

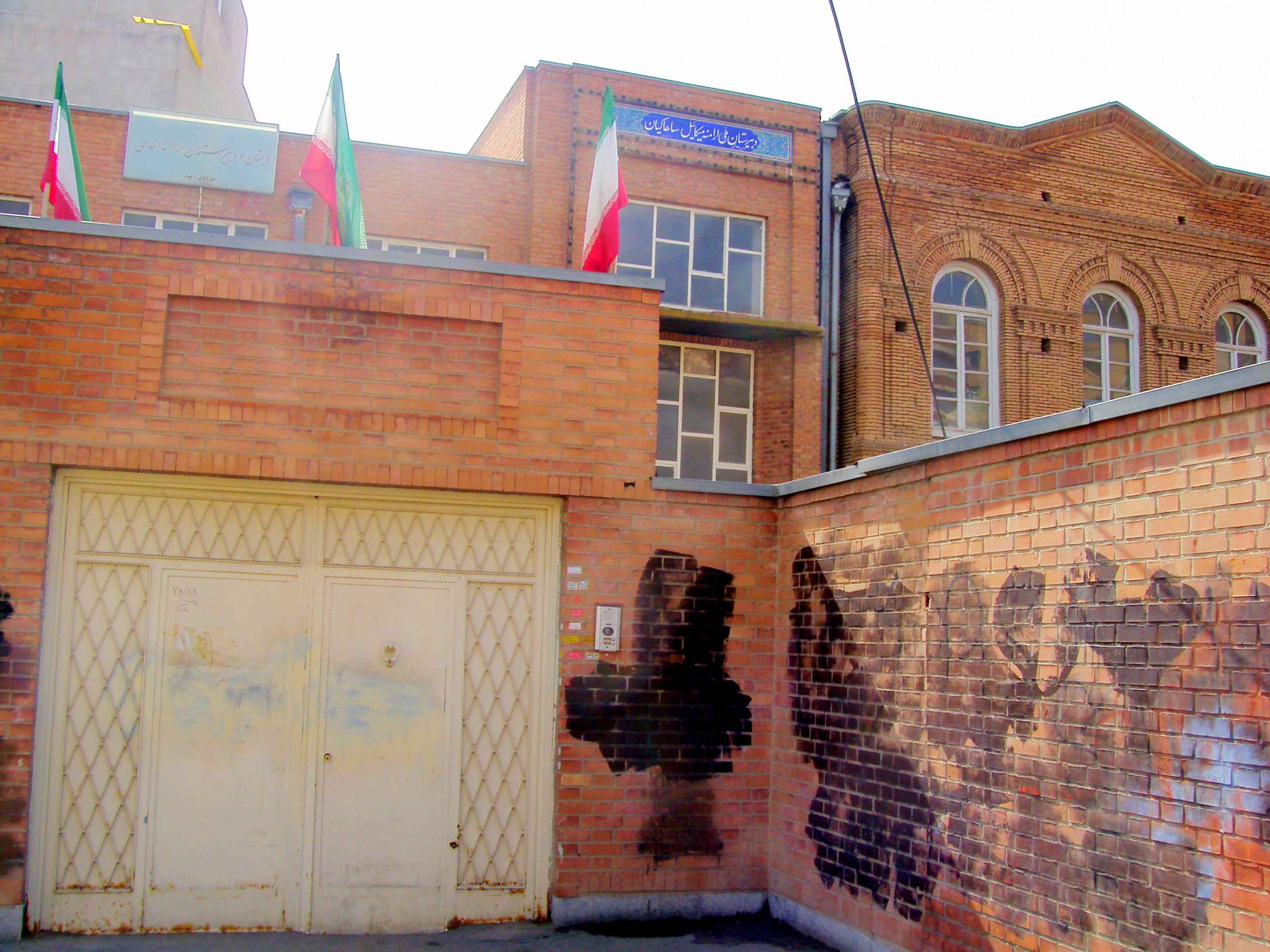
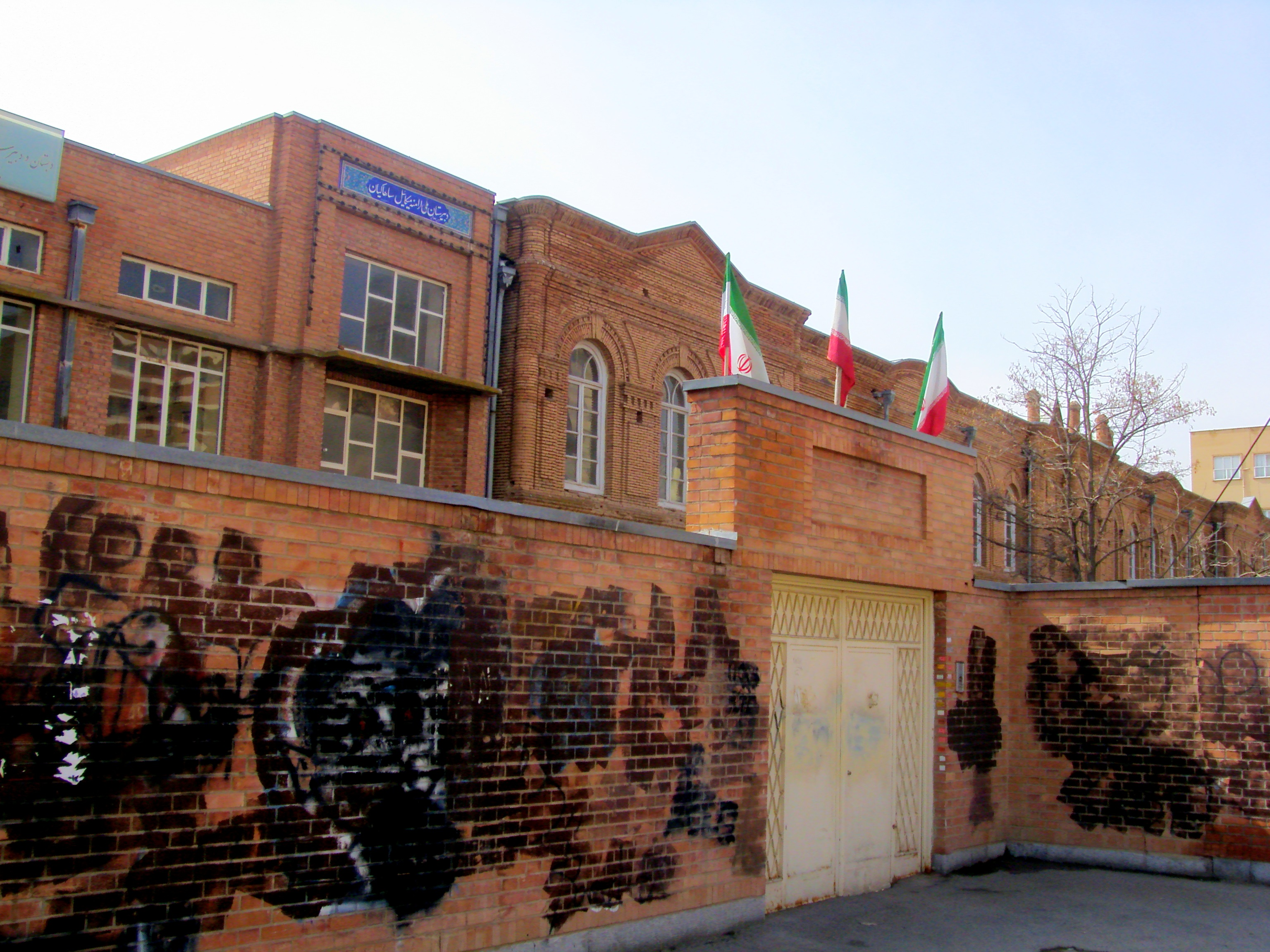
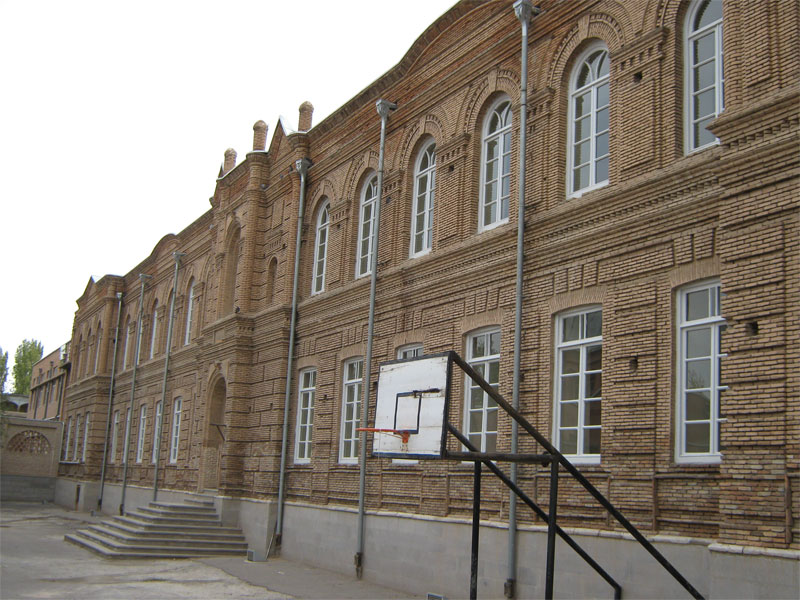

1. دبستان هایکازیان-تاماریان
2. دبیرستان تماکان
3. مدرسه مموریال

تصاویری از مدرسهٔ تومانیان

## مراکز ورزشی
باشگاه ورزشی آرارات تبریز بزرگ‌ترین مجموعهٔ ورزشی ارمنیان تبریز و آذربایجان است که در محله بارون آواک و در تقاطع خیابان‌های بارون آواک و والمان واقع شده‌است. این مجموعه در دو طبقه بوده که در بخش جنوبی خلیفه‌گری ارامنهٔ آذربایجان و مقابل کلیسای انجیلی و مدرسهٔ نور سیدالشهدا قرار گرفته‌است.

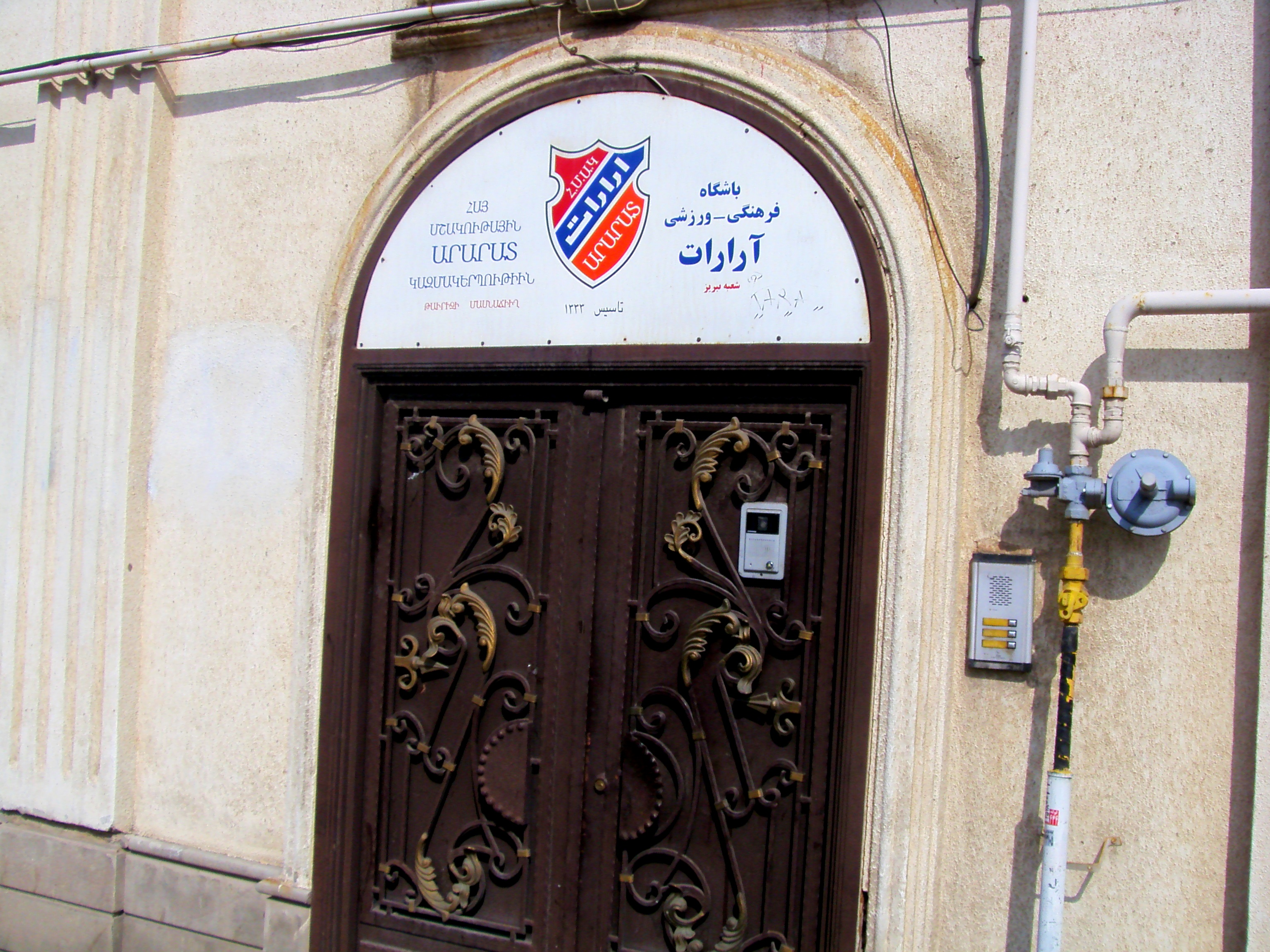
درب ورودی باشگاه ورزشی آرارات
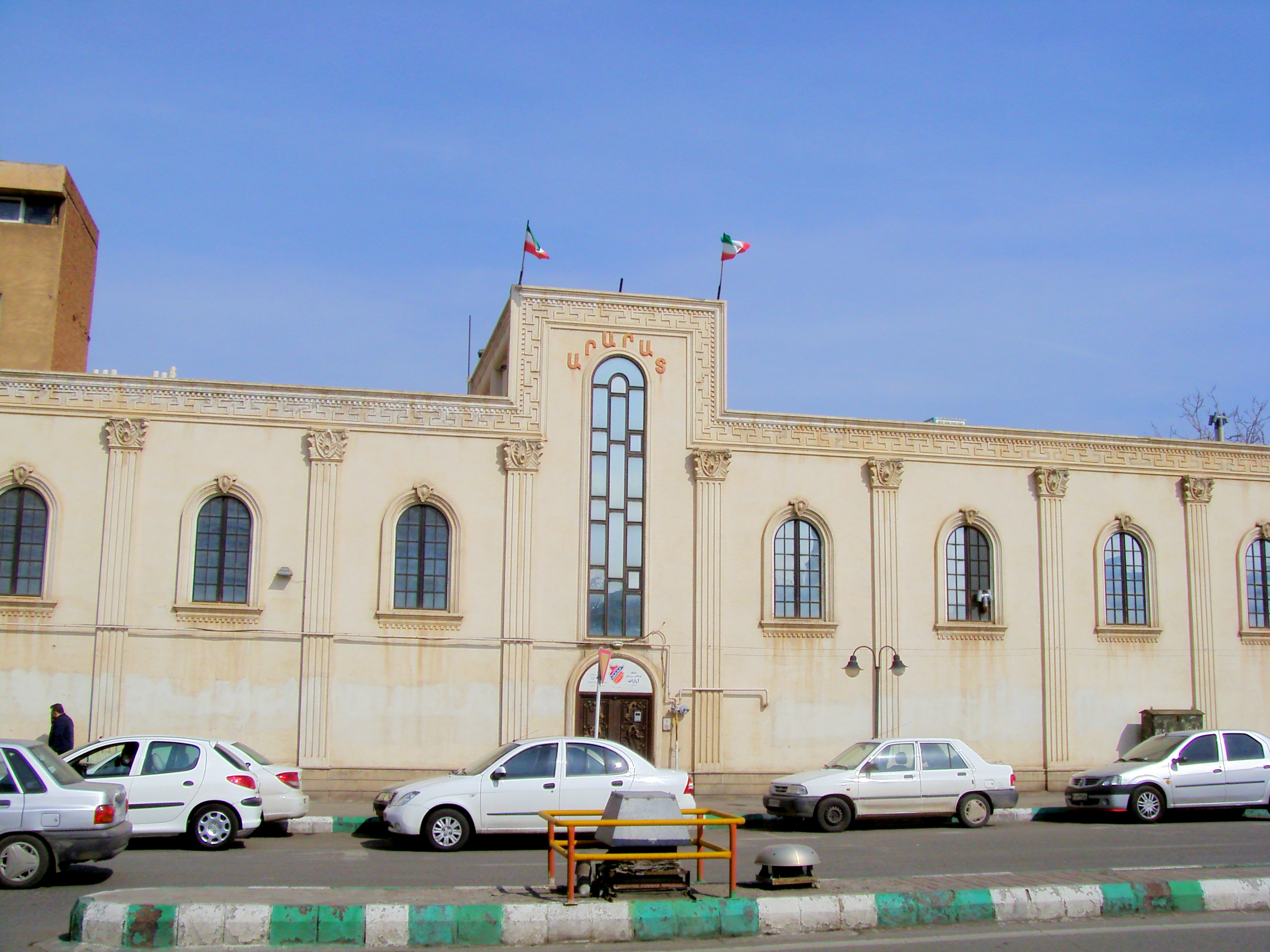
نمای ساختمان باشگاه ورزشی آرارات